# Patricinha
O termo patricinha, burguesinha (português brasileiro) ou betinha (português europeu)  é uma gíria que remete a uma mulher com personalidade mimada que na maioria das vezes é bem cuidada, fútil, consumista, modista e geralmente tem uma autoestima alta (às vezes de forma excessiva). Em meados da década de 1990 e no início dos anos 2000, o símbolo das patricinhas foi representado pelos filmes As Patricinhas de Beverly Hills e Meninas Malvadas. Em alguns círculos sociais o termo é usado de forma pejorativa como sinônimo de adolescente esnobe, desagradável e não focada em "problemas relevantes", como política, economia e questões humanitárias, por exemplo.
A gíria é o diminutivo do nome próprio feminino Patrícia assim como mauricinho é o diminutivo do nome próprio masculino Maurício.
No Brasil, o equivalente a patricinha na idade adulta costuma ser associado a socialite, uma mulher que alega viver uma vida luxuosa.
Apesar de serem pejorativos, os termos "mauricinho" e "patricinha" designam pessoas que possuem um relativamente elevado nível social e se preocupam com a aparência.